# Great Portland Street (Metropolitano de Londres)
Great Portland Street é uma estação do Metrô de Londres perto do Regent's Park. Fica entre Baker Street e Euston Square nas linhas Hammersmith & City, Circle e Metropolitan. A estação Great Portland Street está listada como um edifício de importância nacional e fica na Zona 1 do Travelcard.

## História
A estação fazia parte da primeira ferrovia subterrânea do mundo, a Metropolitan Railway, que abriu entre "Bishop's Road" (agora Paddington) na linha Hammersmith & City e "Farringdon Street" (perto da atual estação Farringdon). Foi inaugurada em 10 de janeiro de 1863 como "Portland Road", mudou para seu nome atual em 1 de março de 1917, mas foi renomeada "Great Portland Street and Regents Park" em 1923 e depois revertido para seu nome atual em 1933. A estrutura atual foi construída em 1930 em uma ilha de tráfego na Marylebone Road em seu cruzamento com a Great Portland Street e a Albany Street. Sua construção é um exterior revestido de terracota creme com estrutura de aço, com o perímetro fornecendo lojas e originalmente um showroom de carros com espaço de escritório sobre a estação. A Great Portland Street era um importante local de vendas para a indústria automobilística. Foi projetada pelo arquiteto CW Clark da Metropolitan Railway e foi listada como Grade II em janeiro de 1987.
A estação fica no extremo norte da Great Portland Street – uma estrada principal que marca a fronteira entre Marylebone e Fitzrovia.
O plano de bairro local identificou a giratória em torno da Estação de Metrô Great Portland Street como aquele em que melhorias na esfera pública e acalmia do tráfego deveriam ser feitas.

## Serviços
A estação é servida pelas linhas Metropolitan, Hammersmith & City e Circle, entre Euston Square a leste e Baker Street a oeste. Todas as três linhas compartilham o mesmo par de trilhos de Baker Street Junction a Aldgate Junction, tornando esta seção da pista uma das mais intensamente usadas na rede do Metrô de Londres.

### Circle line
O serviço típico em trens por hora (tph) é:
- 6 tph no sentido horário via Kings Cross St Pancras e Liverpool Street
- 6 tph no sentido anti-horário para Hammersmith via Paddington

### Hammersmith & City line
O serviço típico em trens por hora (tph) é:
- 6 tph sentido leste para Barking
- 6 tph sentido oeste para Hammersmith via Paddington

### Metropolitan line
O serviço típico fora de pico em trens por hora (tph) é:
- 12 tph sentido leste para Aldgate
- 12 tph sentido oeste via Baker Street:
  - 2 tph para Amersham
  - 2 tph para Chesham
  - 8 tph para Uxbridge

O serviço típico de horário de pico em trens por hora (tph) é:
- 14 tph sentido leste para Aldgate
- 14 tph sentido oeste via Baker Street:
  - 2 tph para Amersham
  - 2 tph para Chesham
  - 4 tph para Watford
  - 6 tph para Uxbridge

## Conexões
As linhas de ônibus de Londres 18, 27, 30, 88, 205 e 453 e as linhas noturnas N18 e N205 servem a estação.

## Galeria

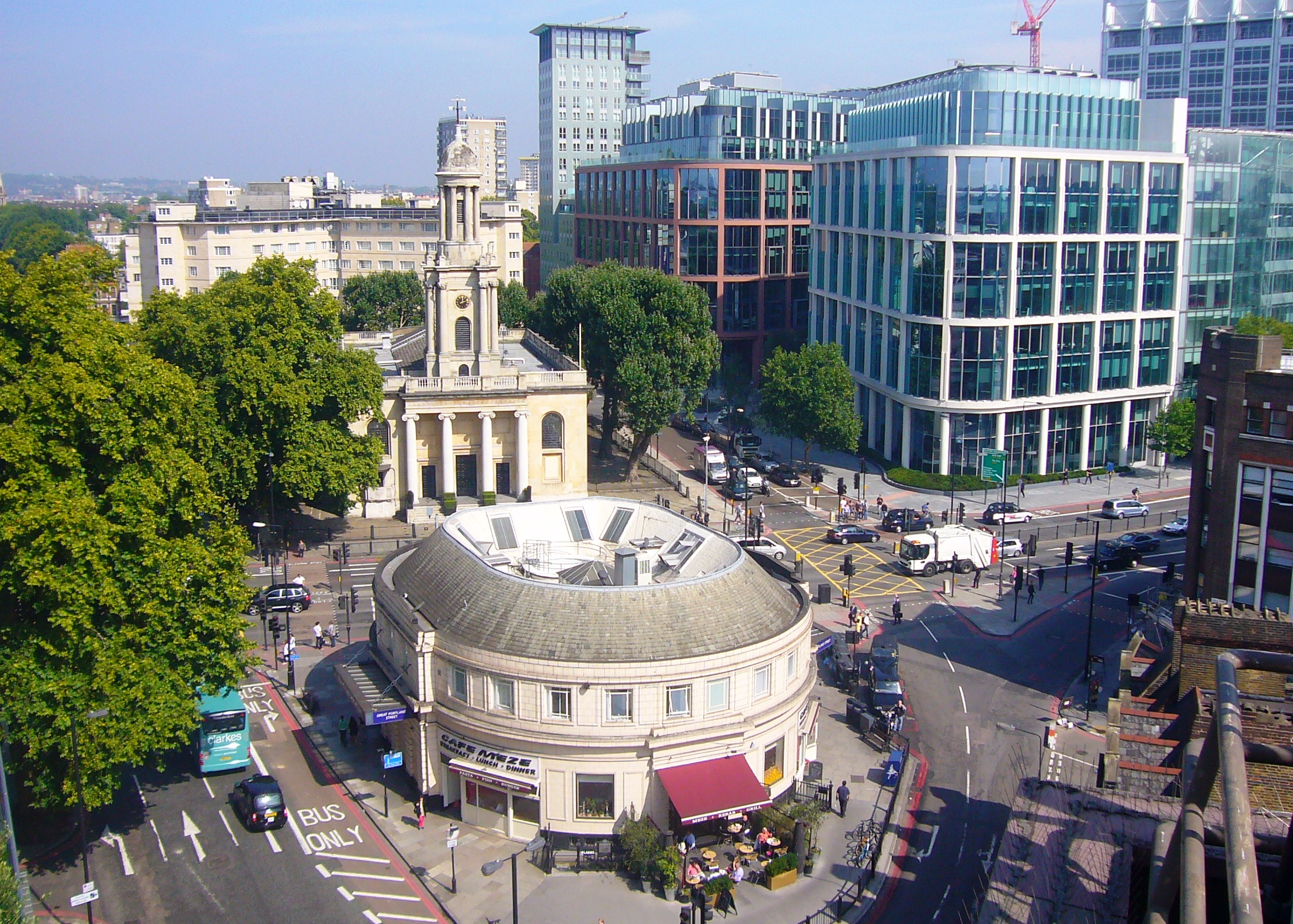
Estação vista de cima olhando para o norte
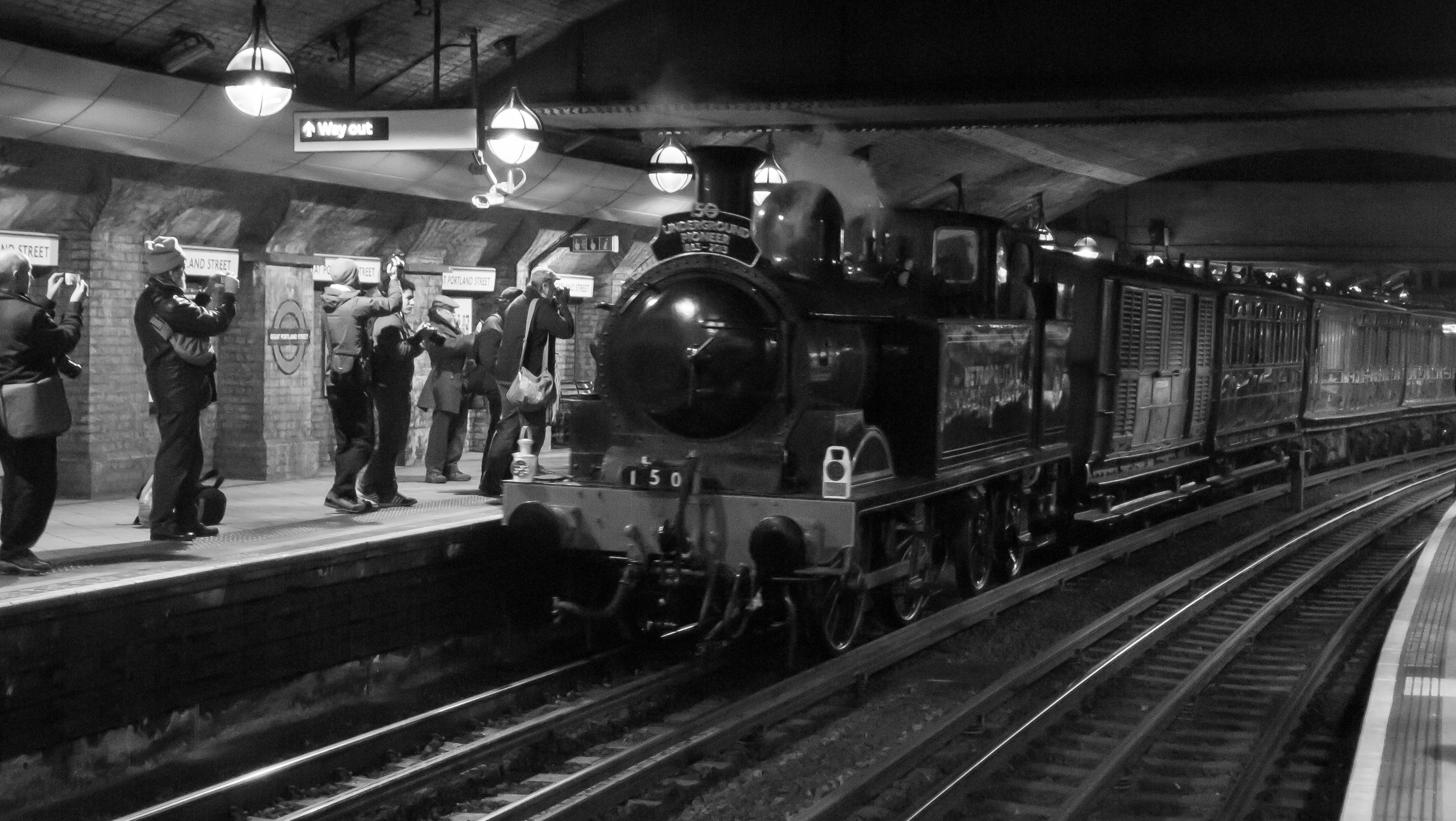
Trem a vapor original da Metropolitan passa pela Great Portland Street Station
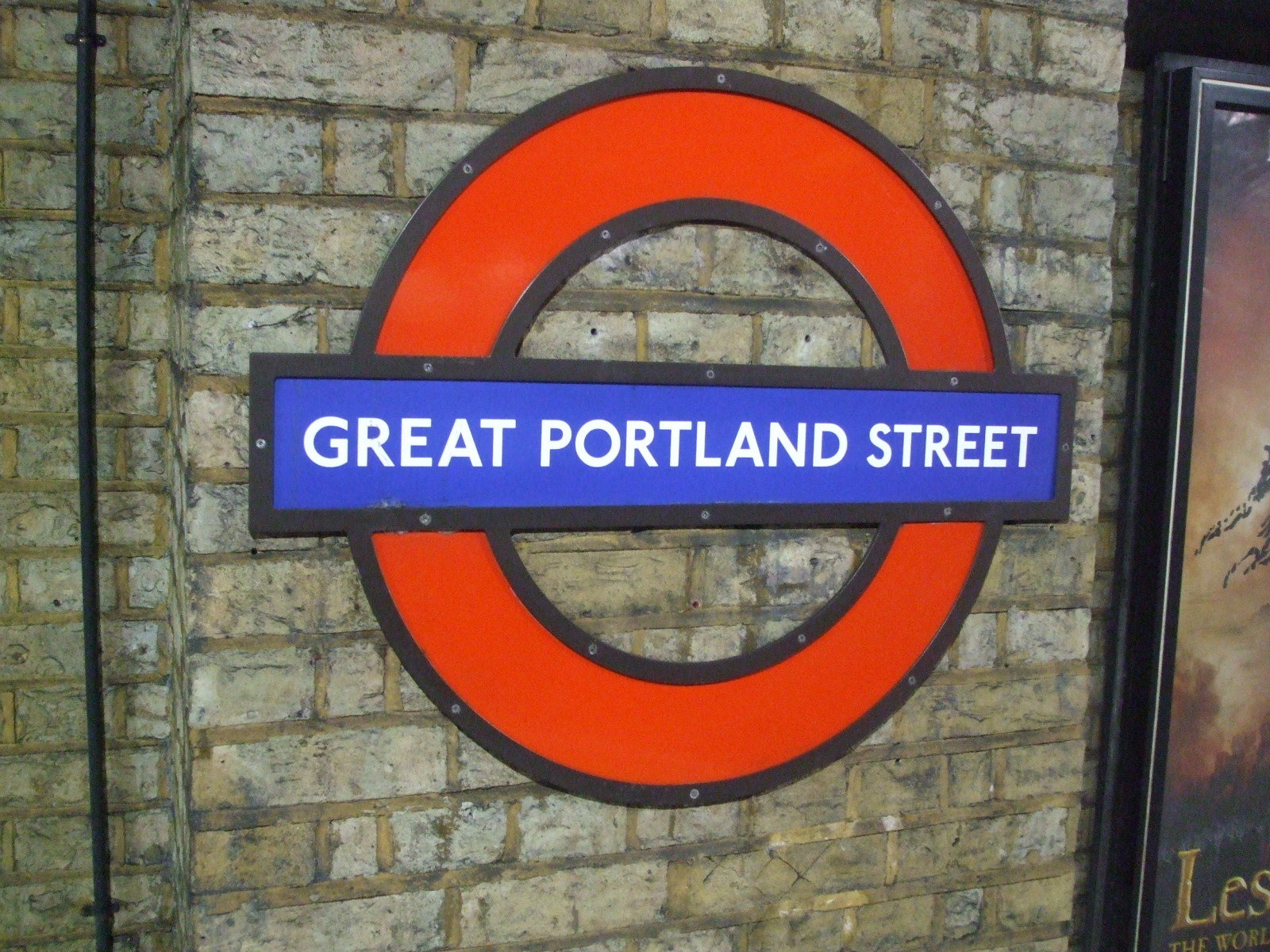
Roundel da plataforma
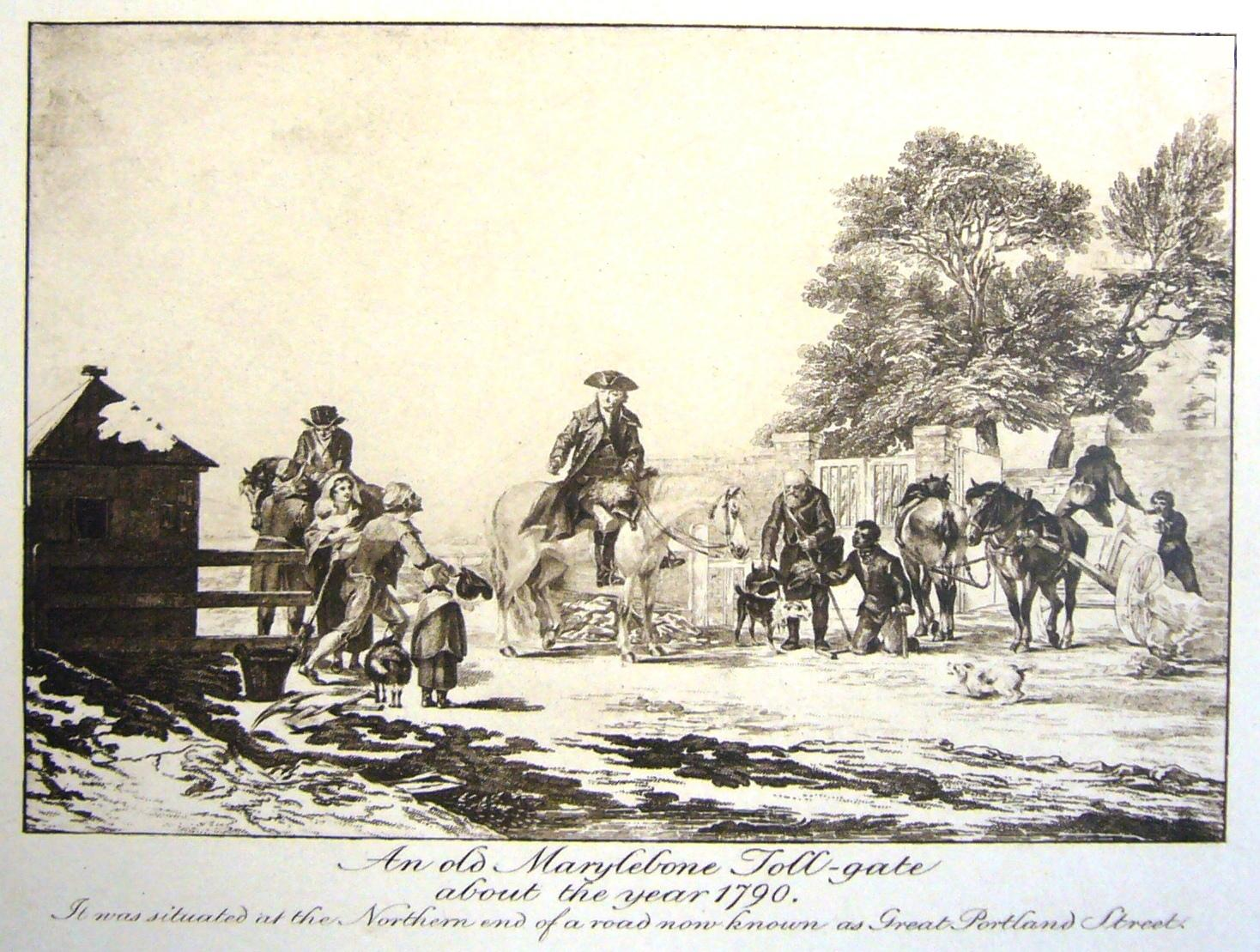
Vista da localização da estação por volta de 1790
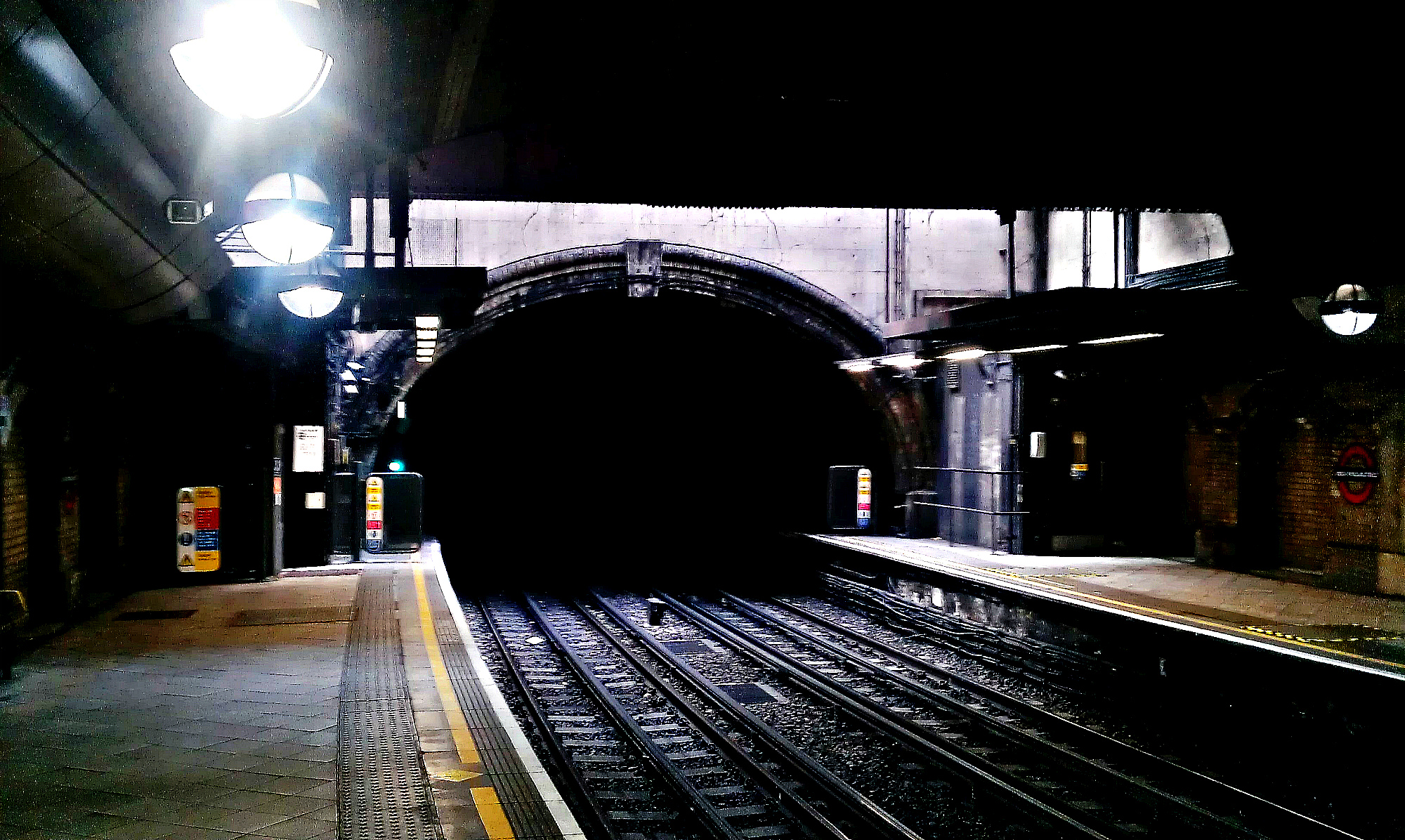
Túnel da estação sob a Marylebone Road
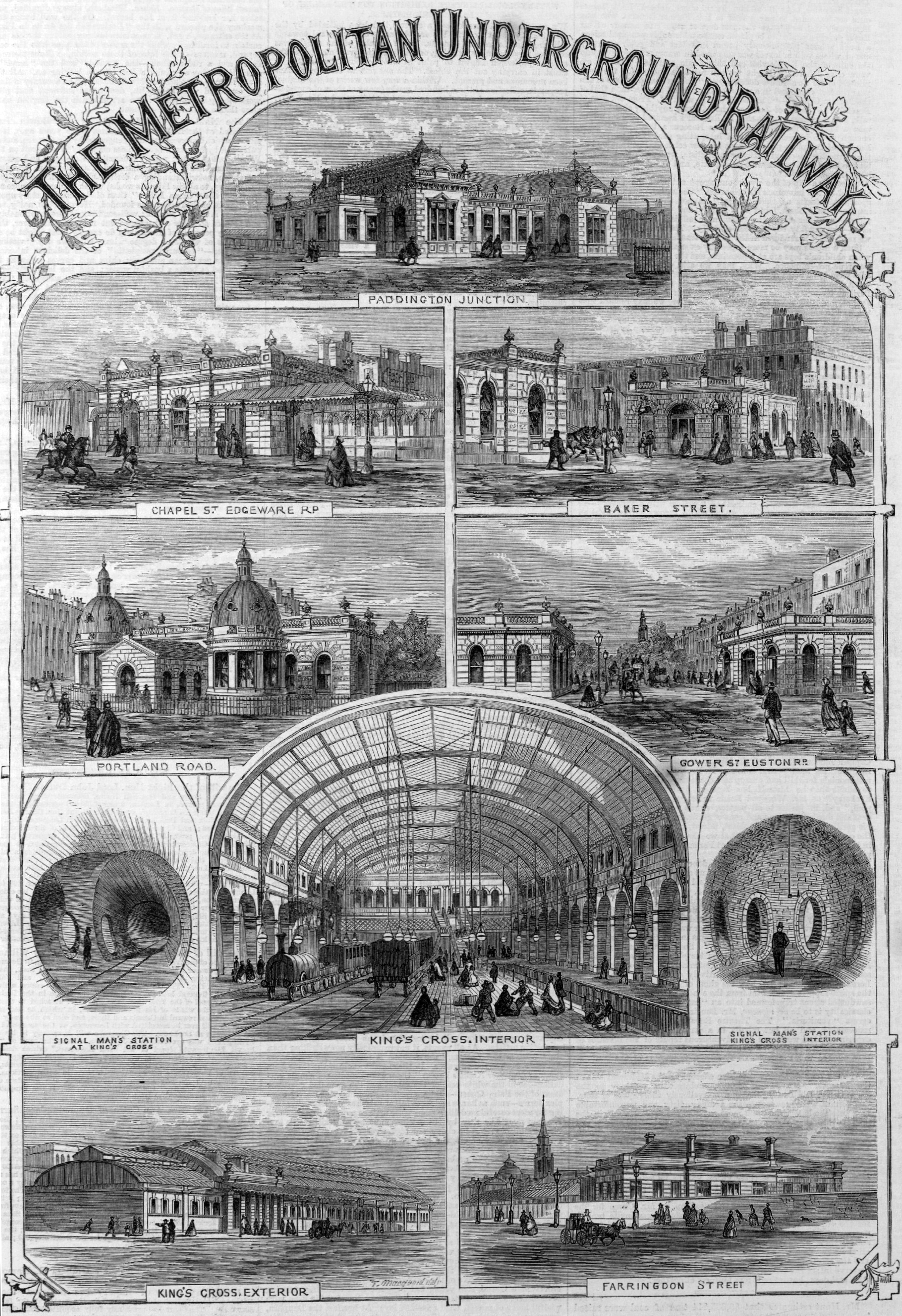
Mostrada como Estação Portland Road da Metropolitan Railway em 1862
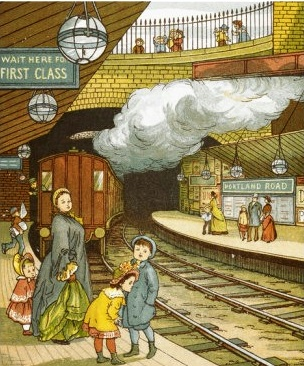
Cartaz de 1883 de Thomas Crane da Estação Portland Road
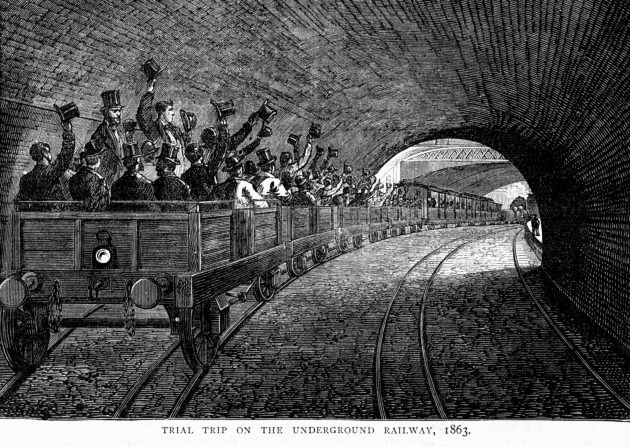
Viagem de trem experimental de 1862 passando pela estação Portland Road.